# Райска градина (София)
Райската градина, позната също като Градината на спирка „Шипка“, се намира в София, район Витоша, квартал Княжево.
Има обща площ от 13 декара. Създадена е като градина с разнообразни дървесни и храстовидни видове в средата на 1960-те години.
На територията ѝ са засадени 183 дървета от следните видове: обикновена ела (Abies alba), сребриста ела (Abies concolor), смърч (Picea excelsa), бодлив смърч (Picea Pungens), полски клен (Acer campestre), канадски клен (Acer dasycarpum), ясеносистен явор (Acer negundo), бяла бреза (Betula alba), каталпа (Catalpa bignonioides), череша (Cerasus avium), обикновен явор (Acer pseudoplatanus), полски ясен (Fraxinus oxycarpa), (Malus baccata), източен чинар (Platanus orientalis), пирамидалната топола (Populus pyramidalis), летен дъб (Quercus robur L.), бяла акация (Robinia pseudacacia), бяла върба (Salix alba), плачеща върба (Salix babylonica), тритичинкова върба (Salix triandra L.), офика (Sorbus aucuparia L.), едролистна липа (Tilia grandifolia), дребнолистна липа (Tilia parvifolia), сребролистна липа (Tilia Argentea), бял бряст (Ulmus leavis).
Озеленяването включва и 680 храста от 31 вида, включително розариум с 300 рози. Също така са изградени 1493 м² алеи и площадки с детски кът, беседка, водопроводна система и осветление. Част от храстите, както и розариумът, вече не съществуват.

## Други
На Райската градина е наречена съседна улица в кварталите „Княжево“ и „Гърдова глава“ (Карта).